# Dado (arquitetura)

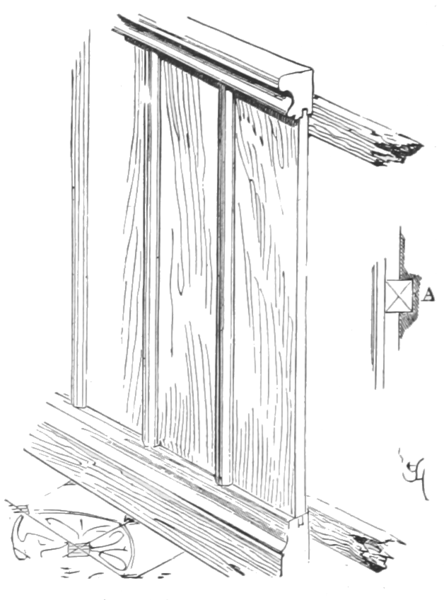
Dado medieval.

Em terminologia arquitetônica, o dado é um painel de madeira colocado em quadros ou no revestimento de paredes abaixo de um trilho e acima do rodapé. O nome deriva do termo arquitetônico para a parte de um pedestal entre o plinto e a cornija.
A esta parte é dado um tratamento decorativo daquele dado a parte superior da parede, por exemplo, painéis, lambris, lincrusta. O tratamento do dado em uma parede possui duas finalidades: historicamente, o painel abaixo do trilho do dado foi instalado para cobrir a parte inferior da parede, que foi sujeita a manchas associadas à umidade ascendente; adicionalmente o trilho do dado proporcionou uma proteção para a mobília, em particular, as costas das cadeiras. Em casas modernas, o tratamento do dado é geralmente estético.